# Bárbara Palacios
Bárbara Pérez Hérnandez, plus connue sous le nom Bárbara Palacios Teyde, née le 9 décembre 1963 à Madrid (Espagne), est une animatrice de télévision et un écrivaine hispano-vénézuélienne. Elle a gagné le titre de Miss Univers 1986, devenant ainsi la troisième Miss Venezuela ayant gagné la couronne.

## Enfance
Ses parents sont les acteurs espagnols Jorge Palacios et Bárbara Teyde. Lorsqu'elle avait un an, ils ont émigré vers Caracas (Venezuela), ville dans laquelle elle a grandi.

## Miss Univers
À 22 ans, Bárbara représente l'État de Trujillo pour l'élection de Miss Venezuela 1986, à Caracas. Elle gagne le concours et succède à Silvia Mártinez, Miss Venezuela 1985.
Elle gagne ensuite l'élection de la Reina Sudamericana. Enfin, elle participe, avec 76 autres participantes, à l'élection de Miss Univers 1986, à Panama. Elle gagne la couronne, devant les Miss USA et Colombie, et succède à Deborah Carthy-Deu. Elle devient la troisième Miss Venezuela élue Miss Univers.

## Après Miss Univers
Bárbara est animatrice de télévision. Elle a écrit deux livres : La belleza de saber vivir (La beauté de savoir vivre) et Lejos de mi sombra, cerca de la luz (Loin de l'obscurité, près de la lumière).

## Vie personnelle
Elle est mariée avec Victor Manrique, avec lequel elle a deux enfants, Víctor Tomás et Diego Alfonso. Elle vit avec son mari est ses enfants à Miami, en Floride (États-Unis). Elle est catholique.

## Sources
- (es) Cet article est partiellement ou en totalité issu de l’article de Wikipédia en espagnol intitulé « Bárbara Palacios » (voir la liste des auteurs).